# 들레몽

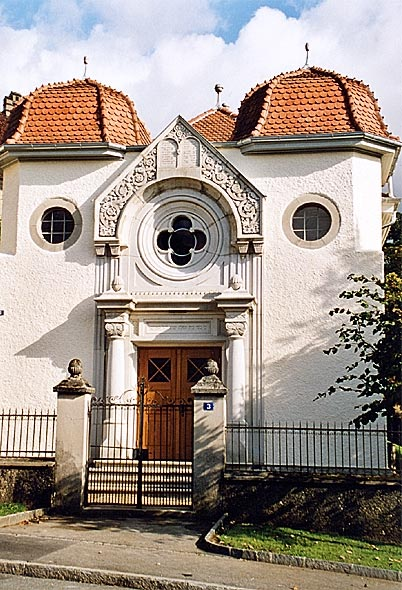
들레몽에 있는 시나고그의 모습.

들레몽(프랑스어: Delémont, 독일어: Delsberg)은 스위스 쥐라주의 주도로, 면적은 21.99km2, 높이는 435m, 인구는 11,590명(2010년 기준)으로, 인구 밀도는 526명/km2이다. 바젤에서 남서쪽으로 30km 정도 떨어진 곳에 위치하며 바젤과 빌/비엔의 중간 지점에 위치한다. 시내에는 소른강과 비르스강이 합류한다.

## 역사
시정촌의 지역은 이미 청동기 시대 중기에 정착했다. 시에서 15개의 항아리 매장이 발견되었다. 현대 도시의 남쪽과 서쪽에는 청동기 시대 후기 정착지가 있었다. 여러 철기 시대 건물이 마을 남쪽에서 발견되었다. 갈로로마인 영묘와 작은 동전 은닉처를 포함하여 로마 정착의 증거도 있다. 이 지역에 있는 하나 또는 여러 빌라는 마을 근처에 비커스가 있음을 나타낼 수 있다.
이름에 대한 최초의 역사적 언급은 736년에서 37년 사이에 Delemonte로 거슬러 올라간다. 1131년에 독일 이름 Telsperg에 대한 첫 번째 언급이 기록되었다. Laimunt(1181)와 Deleymunt(1225)로도 언급된다. 이름은 게르만어 Tello 또는 Dagili와 ‘산’을 뜻하는 라틴어 mons의 조합이다.
7세기부터 이 지역은 알자스 백작의 땅에 속했다. 1271년 바젤의 주교에게 팔렸다. 이 당시에는 요새화된 마을과 2개의 성으로 구성되어 있었는데, 이것은 아마도 텔스베르크 가문의 저택이었을 것이다. 이 도시는 1289년 1월 6일 페터 라이히 폰 라이헨슈타인 주교에 의해 시정 권한이 있다고 선언되었다. 이 헌장은 도시의 일부 자치와 토지 분배를 허용하여 도시의 성장에 유리한 조건을 만들었다. 1338년 그들은 포도주와 음식에 대한 세금을 징수할 수 있는 권리를 얻었고 1461년에는 들레몽과 무티에 계곡에서 소금을 팔고 세금을 부과할 수 있게 되었다. 이 수입과 벽돌 공장의 돈으로 15세기와 17세기 사이에 사용되었던 2개의 제분소와 8개의 농장이 도시의 재정적 의무를 모두 충족할 수 있었다. 1289년부터 1793년까지 들레몽 영지의 수도였다.
구시가지는 거의 정사각형에 가까웠고, 세 개의 교차로가 교차하는 두 개의 큰 세로 길이 있었다. 이 도시는 14세기 동안 주교의 성 근처 남서쪽에서 강화된 성벽으로 둘러싸여 있었다. 북동쪽 모퉁이에는 13세기에 커다란 원형 탑이 세워졌다. 이 도시에는 4개의 관문이 있었다: Porte Monsieur(또는 de Porrentruy), Porte au Loup, Porte des Moulins 및 Porte des Près(또는 de Bâle). 후자는 1487년에 화재로 도시의 많은 부분이 파괴되었을 때 벽돌로 쌓았다. 들레몽의 한 가지 특징은 후기 르네상스 양식의 기념비적인 분수이다. 가장 중요한 공공건물은 18세기에 재건되었다. 여름 별장으로 사용되었던 주교의 성은 트라멜랑의 피에르 라신에 의해 1716-21년에 재건되었다. 샤틀랑의 건물은 1717년에 재건되었으며, 1742~45년에는 시청이 요한 카스파 바냐토(Johann Caspar Bagnato)가, 1753년에는 백국령 행정관인 링크 발덴슈타인(Rinck Baldenstein) 가문의 개인 거주지가 재건되었다. 성 마르셀 교회는 피에르-프랑수아 파리의 계획에 따라 1762-67년에 지어졌으며 같은 위치에 서 있던 고딕 양식의 건물을 대체했다. 첨탑은 1850~51년에 완성되었다.
이 도시의 본당은 1255년에 처음 언급되었다. 본당은 사제 또는 교장과 7~4명의(1760년 이후) 군목이 관리했다. 성 마르셀 교회의 총장은 바젤 교구에 있는 Salignon 시골 부제 장이기도 했다. 1534년에서 1792년 사이에 본당 교회는 개신교 종교개혁 기간 동안 들레몽으로 도피한 무티-그랑발의 대학 지부의 대학 교회로 사용되었다.
반종교개혁 기간 동안 작은 카푸친 수도회의 수도원과 우르술라 수도원은 1793년까지 유지되었다. 우르술라인은 거의 100년 동안 어린 소녀들에게 교육을 제공하기 위해 1698년에 설립되었다.
이전 텔스베르크성의 예배당이었던 Saint-Imier 예배당은 1586년에 재건되어 성모 마리아에게 헌정되었다. 17세기에 마리아 숭배의 인기가 높아지면서 예배당은 여러 번 확장되고 재건되었다. 1869년 노트르담 동상의 대관식 이후 예배당은 가톨릭 쥐라에서 가장 인기 있는 순례지가 되었다.
1793년에 들레몽은 프랑스 혁명군에 의해 정복되었고, 몽테리블 데파르트망 지역 중 하나의 소재지가 되었다. 1800년에 이것은 오랭 데파르트망에 통합되었다. 나폴레옹이 몰락한 후, 이 지역은 1815년 베른주에 양도되었다. 프랑스 아래서 도시의 오래된 권력 구조는 억압되었다. 뷔르게르게마인데(모든 완전한 시민의 연합)은 더 이상 대부분의 도시 토지에 대한 권한을 갖지 않았고 시의회는 자문 전용 조직이 되었다. 도시가 베르네의 권위 아래 있게 된 후, 오래된 권력 구조가 다시 권력을 장악했다. 모든 공유지를 소유한 뷔르커게마인데는 수십 명의 새로운 회원만을 받아들였으며, 1820년 새 회원으로 문을 닫았다. 이 불평등한 권력 구조는 재생으로 알려진 1831년 자유 혁명이 도시의 모든 거주자에게 완전한 시민권을 부여할 때까지 그대로 유지되었다. 뷔르커게마인데 토지의 분배는 1866년까지 계속되었고, 마침내 베른주가 협정을 체결했다.
19세기 산업화 동안 독일어를 사용하는 인구가 크게 증가하여 1880년에는 거의 40%에 이르렀다. 이 도시는 잠시 이중 언어를 사용했지만, 1920년 이후 독일어를 사용하는 소수 민족이 지속적으로 감소했다.
1947년부터 도시는 베른주에서 분리되기 위한 선동의 중심지가 되었다. 1959년과 1974년의 국민투표에서 대다수가 쥐라주의 창설에 찬성표를 던졌다. 1976년부터 1978년까지 들레몽은 들레몽을 수도로 하여 1979년 1월 1일에 창설된 새로운 주에 대한 주 헌법 초안 작성을 위한 만남의 장소였다.

## 지리

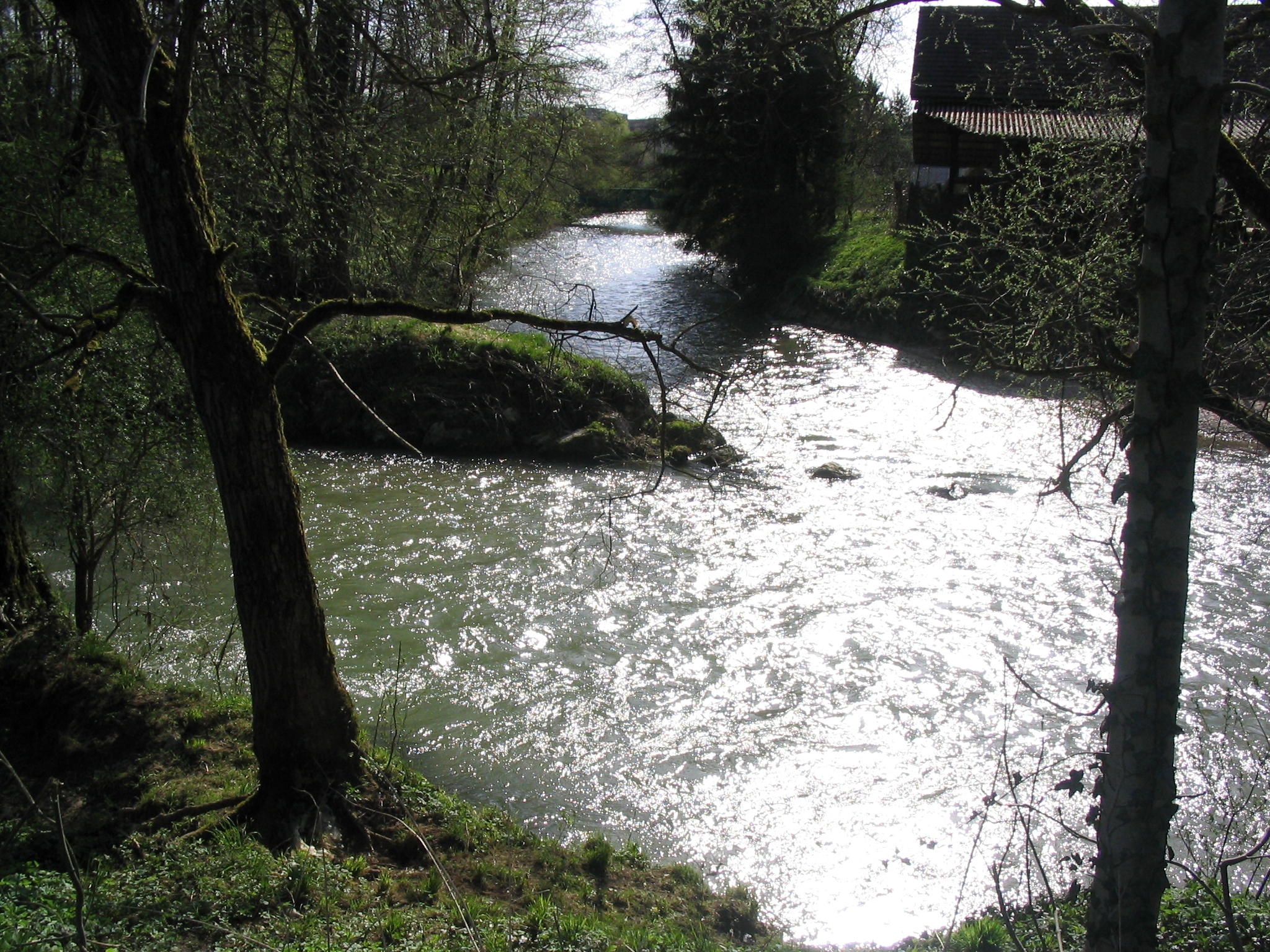
들레몽의 비르스강과 소른강

들레몽의 면적은 21.97k㎡이다. 이 면적 중 8.13k㎡ (37.0%)가 농업용으로 사용되며 9.24k㎡ (42.0%)가 산림이다. 나머지 토지 중 4.43k㎡ (20.1%)가 정착(건물 또는 도로), 0.17k㎡ (0.8%)가 강 또는 호수이고 0.02k㎡ (0.1%)는 비생산적인 토지이다.
건축면적 중 공업용 건물이 전체 면적의 2.8%, 주택과 건물이 9.8%, 교통 기반 시설이 5.2%를 차지했다. 전력 및 수자원 기반 시설 및 기타 특수 개발 지역은 면적의 1.2%를 구성하고 공원, 녹지 및 스포츠 필드는 1.1%를 구성한다. 산림지 중 전체 토지의 40.2%는 삼림이 무성하고 1.8%는 과수원이나 작은 나무 군락으로 덮여 있다. 농경지 중 17.8%는 작물 재배에 사용되며 12.2%는 목초지, 6.5%는 고산 목초지에 사용된다. 시정촌의 모든 물은 흐르는 물이다.
들레몽는 바젤에서 남서쪽으로 30km 떨어져 있으며 바젤과 비엔 사이의 중간 정도이다. 쥐라산맥의 넓은 움푹 들어간 곳인 들레몽 계곡의 북쪽 가장자리에 있는 비르스강으로 흐르기 직전에 소른강의 양쪽을 따라 뻗어 있다.
시정촌의 면적은 주로 집중 재배에 주어진다. 계곡의 남쪽 끝에는 외딴 언덕인 Montchaibeux가 있다. 북쪽에서 계곡은 Les Rangiers 산맥과 경계를 이루고 있으며, La Chaive(930m)가 시정촌에서 가장 높은 지점이다. 동쪽 경계는 비르스강이다.
Les Rondez와 Les Vorbourgs는 시정촌의 일부이다. 주변 지자체는 Develier, Courtételle, Rossemaison, Courrendlin, Courroux, Soyhières, Mettembert, Bourrignon이다.

## 기후
들레몽은 쾨펜 기후 구분에 따르면 습윤 대륙성 기후(Dfb)와 접해 있는 해양성 기후(Cfb)를 가지고 있다. 1981년과 2001년 사이에 들레몽은 연간 평균 134.3일의 비 또는 눈이 내렸고 평균 강수량은 908mm였다. 평균적으로 가장 습한 달은 5월이었으며, 이 기간 동안 들레몽의 평균 강수량은 101mm이다. 이달 동안 평균 강수량은 12.9일이었다. 일년 중 가장 건조한 달은 2월로 9일 동안 평균 강수량이 52mm이다.
| 들레몽 (1981-2010)의 기후 | 들레몽 (1981-2010)의 기후 | 들레몽 (1981-2010)의 기후 | 들레몽 (1981-2010)의 기후 | 들레몽 (1981-2010)의 기후 | 들레몽 (1981-2010)의 기후 | 들레몽 (1981-2010)의 기후 | 들레몽 (1981-2010)의 기후 | 들레몽 (1981-2010)의 기후 | 들레몽 (1981-2010)의 기후 | 들레몽 (1981-2010)의 기후 | 들레몽 (1981-2010)의 기후 | 들레몽 (1981-2010)의 기후 | 들레몽 (1981-2010)의 기후 |
| 월                        | 1월                       | 2월                       | 3월                       | 4월                       | 5월                       | 6월                       | 7월                       | 8월                       | 9월                       | 10월                      | 11월                      | 12월                      | 연간                      |
| ------------------------- | ------------------------- | ------------------------- | ------------------------- | ------------------------- | ------------------------- | ------------------------- | ------------------------- | ------------------------- | ------------------------- | ------------------------- | ------------------------- | ------------------------- | ------------------------- |
| 일평균 최고 기온 °C (°F)  | 4.3 (39.7)                | 6.4 (43.5)                | 10.9 (51.6)               | 14.8 (58.6)               | 19.3 (66.7)               | 22.6 (72.7)               | 25.1 (77.2)               | 24.7 (76.5)               | 20.4 (68.7)               | 15.6 (60.1)               | 8.7 (47.7)                | 5.0 (41.0)                | 14.8 (58.6)               |
| 일일 평균 기온 °C (°F)    | 0.4 (32.7)                | 1.6 (34.9)                | 5.3 (41.5)                | 8.8 (47.8)                | 13.2 (55.8)               | 16.5 (61.7)               | 18.8 (65.8)               | 18.2 (64.8)               | 14.3 (57.7)               | 10.2 (50.4)               | 4.5 (40.1)                | 1.5 (34.7)                | 9.4 (48.9)                |
| 일평균 최저 기온 °C (°F)  | −2.5 (27.5)               | −2.1 (28.2)               | 0.8 (33.4)                | 3.6 (38.5)                | 8.1 (46.6)                | 11.3 (52.3)               | 13.2 (55.8)               | 12.8 (55.0)               | 9.8 (49.6)                | 6.6 (43.9)                | 1.5 (34.7)                | −1.1 (30.0)               | 5.2 (41.4)                |
| 평균 강수량 mm (인치)     | 56 (2.2)                  | 55 (2.2)                  | 66 (2.6)                  | 70 (2.8)                  | 105 (4.1)                 | 96 (3.8)                  | 98 (3.9)                  | 99 (3.9)                  | 84 (3.3)                  | 77 (3.0)                  | 70 (2.8)                  | 73 (2.9)                  | 947 (37.3)                |
| 평균 강설량 cm (인치)     | 10.6 (4.2)                | 12.6 (5.0)                | 7.7 (3.0)                 | 1 (0.4)                   | 0 (0)                     | 0 (0)                     | 0 (0)                     | 0 (0)                     | 0 (0)                     | 0.3 (0.1)                 | 3.5 (1.4)                 | 8.1 (3.2)                 | 43.8 (17.2)               |
| 평균 강수일수 (≥ 1.0 mm)  | 10.5                      | 9.6                       | 10.9                      | 10.6                      | 13.2                      | 11.7                      | 11.2                      | 10.9                      | 9.2                       | 10.7                      | 10.8                      | 11.2                      | 130.5                     |
| 평균 강설일수 (≥ 1.0 cm)  | 3.6                       | 3.7                       | 1.9                       | 0.5                       | 0                         | 0                         | 0                         | 0                         | 0                         | 0.1                       | 1.2                       | 2.8                       | 13.8                      |
| 평균 상대 습도 (%)        | 85                        | 81                        | 75                        | 72                        | 75                        | 74                        | 72                        | 74                        | 78                        | 82                        | 86                        | 86                        | 78                        |
| 출처: MeteoSwiss          |                           |                           |                           |                           |                           |                           |                           |                           |                           |                           |                           |                           |                           |

## 인구통계

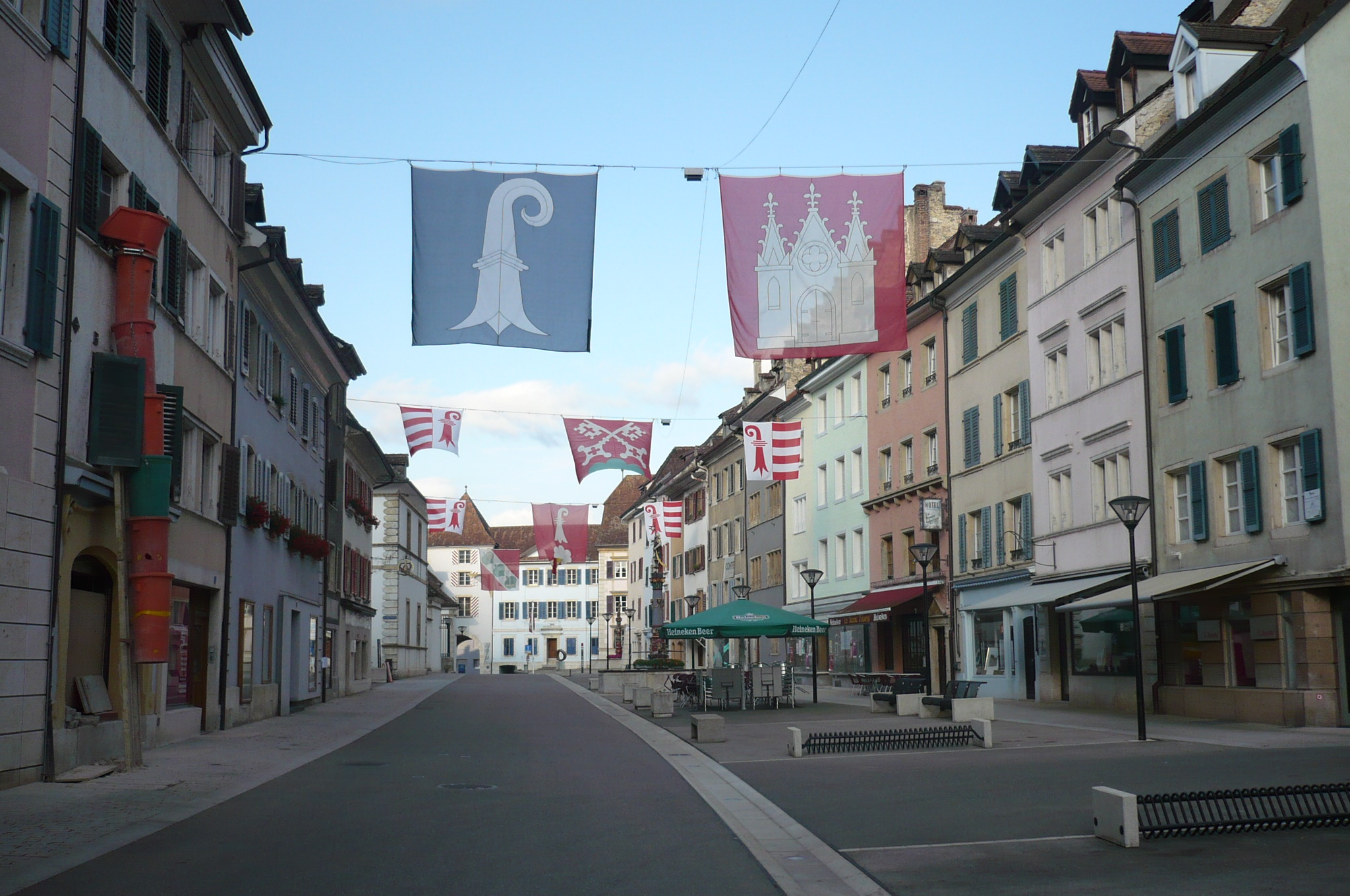
들레몽 구시가지의 거리

2020년 12월 기준, 들레몽의 인구는 12,618명이다. 2008년 기준으로 인구의 23.9%가 거주 외국인이다. 2000년부터 2010년까지 지난 10년 동안 인구는 1.7%의 비율로 변화했다. 이민은 0.5%, 출생 및 사망은 1.4%를 차지했다.

2000년 기준, 인구 대부분인 9,574명(84.3%)이 프랑스어를 모국어로 사용하고, 이탈리아어가 449명(4.0%)으로 두 번째로 많이 사용하고, 독일어가 350명(3.1%)으로 세 번째로 사용된다. 로만슈어를 구사하는 사람도 5명 있었다.
2008년 기준으로 인구는 남성 48.6%, 여성 51.4%이다. 인구는 4,114명의 스위스 남성(인구의 35.5%)과 1,512(13.1%)의 비스위스계 남성으로 구성되었다. 스위스 여성은 4,669명(40.3%), 비스위스계 여성은 1,291명(11.1%)이었다. 시정촌 인구 중 3,673명(약 32.4%)이 들레몽에서 태어나 2000년에 그곳에 살았다. 같은 주에서 태어난 2,823명(24.9%)이 있었고, 스위스 다른 곳에서 태어난 1,703명(15.0%)이 있었다. 2,720명(24.0%)이 스위스 이외의 지역에서 태어났다.

2000년 기준으로 아동·청소년(0~19세)이 21.9%, 성인(20~64세)이 60.6%, 노인(64세 이상)이 17.5%를 차지하고 있다.
2000년 기준으로 시정촌에 미혼이거나 독신인 사람은 4,501명이다. 기혼자는 5,379명, 미망인은 832명, 이혼한 사람은 641명이었다.
2000년 기준으로 시정촌의 개인가구는 5,039세대로 가구당 평균 2.2명이다. 1인 가구는 1883가구, 5인 이상 가구는 269가구였다. 2000 년에는 총 4,783가구(전체의 89.0%)가 상설 임대되었으며, 321가구(6.0%)는 계절적 임대, 270가구(5.0%)는 공실이었다. 2009년 기준 신규 주택 건설률은 인구 1,000명당 1.6세대였다. 2010년 시정촌 공실률은 1.06%였다.

역사적 인구는 다음 차트에 나와 있다:
| 역사적 인구 자료 | 역사적 인구 자료 | 역사적 인구 자료 | 역사적 인구 자료 | 역사적 인구 자료 | 역사적 인구 자료 | 역사적 인구 자료 | 역사적 인구 자료 | 역사적 인구 자료 | 역사적 인구 자료 | 역사적 인구 자료 | 역사적 인구 자료 |
| 년도             | 전체 인구        | 프랑스어         | 독일어           | 개신교           | 가톨릭           | 기타             | 유대교           | 이슬람교         | 무교             | 스위스인         | 비스위스인       |
| ---------------- | ---------------- | ---------------- | ---------------- | ---------------- | ---------------- | ---------------- | ---------------- | ---------------- | ---------------- | ---------------- | ---------------- |
| 1850             | 1,650            |                  |                  |                  |                  |                  |                  |                  |                  | 1,460            | 190              |
| 1880             | 2,793            | 1,754            | 1,228            | 714              | 2,208            | 4                | 77               |                  |                  | 2,657            | 316              |
| 1910             | 6,161            | 3,590            | 2,304            | 2,182            | 3,861            | 8                | 75               |                  |                  | 5,284            | 877              |
| 1930             | 6,393            | 4,514            | 1,733            | 2,383            | 3,898            | 9                | 55               |                  |                  | 6,032            | 361              |
| 1950             | 7,504            | 5,846            | 1,432            | 2,350            | 5,058            | 13               | 49               |                  |                  | 7,114            | 390              |
| 1970             | 11,797           | 8,841            | 1,086            | 2,468            | 9,163            | 472              | 36               |                  |                  | 9,431            | 2,366            |
| 1990             | 11,548           | 9,442            | 450              | 1,688            | 8,909            | 1,080            | 14               | 178              | 561              | 9,112            | 2,436            |
| 2000             | 11,353           | 9,574            | 350              | 1,440            | 7,826            | 980              | 9                | 547              | 917              | 8,436            | 2,917            |

## 정치
2007년 연방 선거에서 가장 인기 있는 정당은 48.54%의 득표율을 얻은 SPS였다. 다음으로 가장 인기 있는 세 정당은 CVP (14.95%), FDP (13.53%), SVP (11.96%)였다. 이번 연방선거에서는 총 3,090표가 투표되었고, 투표율은 42.6%였다.

## 경제

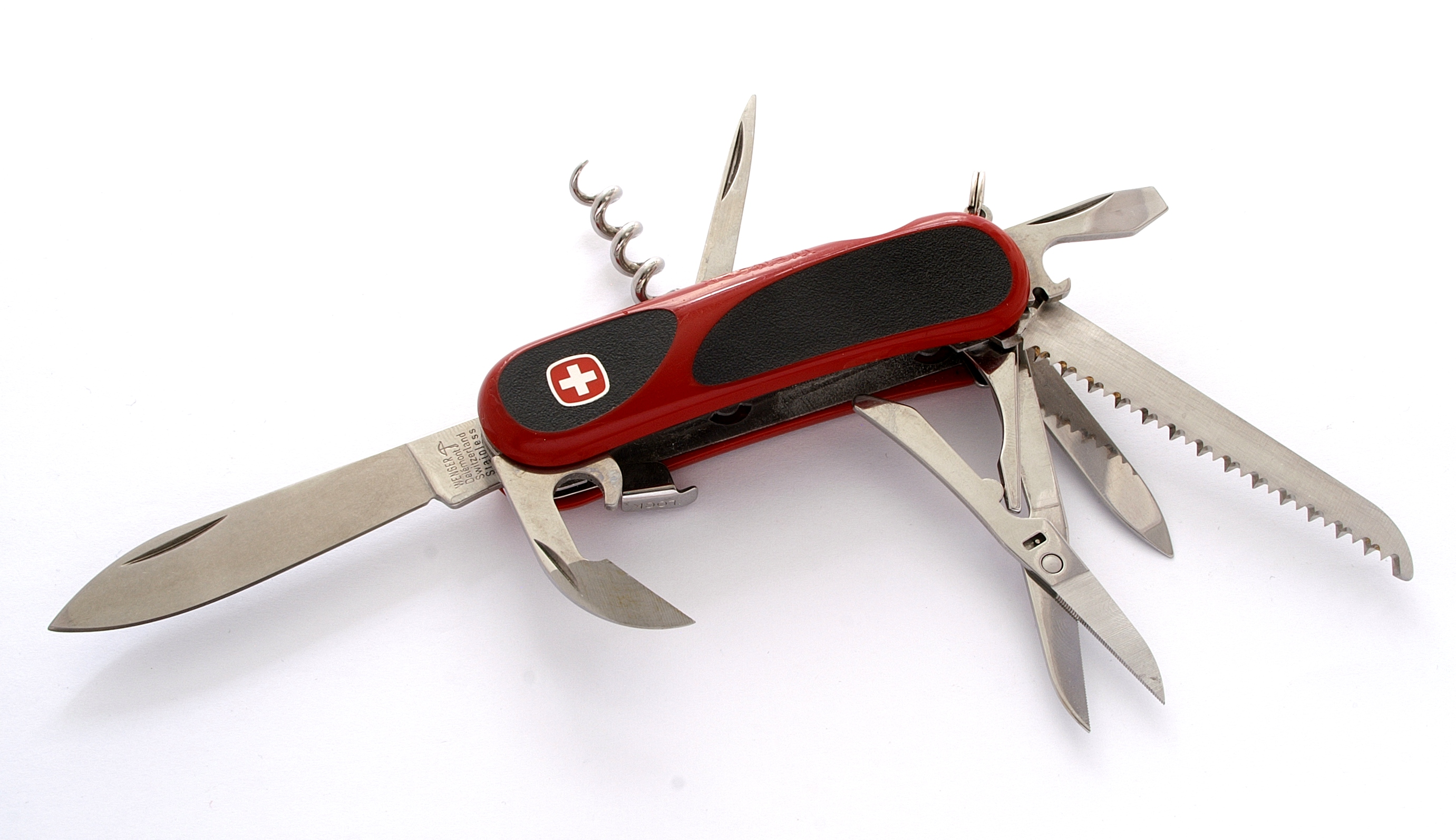
벵어 스위스 군용 칼, 현재는 빅토리녹스의 들레몽 컬렉션으로 통합되었다.

1770년까지 이 도시는 이미 강력한 무역 및 제조 중심지로 발전하기 시작했다. 인구의 약 25%만이 여전히 농업에 종사하고 있었다. 19세기에는 제철소, 시계 제조, 기계, 시가, 시멘트 제조를 중심으로 산업화가 시작되었다.
아마도 여기에서 가장 잘 알려진 회사는 벵어일 것이다. 그들의 공장에는 쇼룸이 없다.
오늘날 들레몽은 베른주의 이웃한 쥐라 지역뿐 아니라 경제 및 정부의 중심지이다. 전통적인 제조 핵심 외에도 서비스 부문에서 많은 고용을 창출했다. 그러나 높은 실업률로 인해 주민들이 바젤이나 비엘과 같은 더 큰 이웃 도시에서 일자리를 찾도록 강요하고 있다.
2010년 현재 들레몽의 실업률은 7.4%이다. 2008년 기준으로 1차 경제 부문에 50명이 고용되어 있고, 이 부문에 약 19개 기업이 참여하고 있다. 3,094명이 2차 부문에 고용되었고, 이 부문에 133개의 기업이 있었다. 6,946명이 3차 부문에 고용되었으며, 이 부문에는 715개의 기업이 있다. 5,515명의 시정촌 거주자가 일정 수준으로 고용되었으며, 그중 여성이 노동력의 44.4%를 차지했다.
2008년에 정규직에 상응하는 총 일자리 수는 8,362개였다. 1차 부문의 일자리 수는 41개였으며, 그중 38개는 농업, 3개는 임업 또는 목재 생산이었다. 2차 부문의 일자리 수는 2,963개였으며, 그중 2,236개(75.5%)가 제조업에, 607개(20.5%)가 건설에 종사했다. 3차 부문의 일자리는 5,358개였다. 3차 부문에서; 도소매업 1,165개(21.7%), 자동차 수리업 396개(7.4%), 호텔·레스토랑 315개(5.9%), 정보업 117개(2.2%) 등), 374개(7.0%)가 보험 또는 금융 산업, 432개(8.1%)가 기술 전문가 또는 과학자, 497개(9.3%)가 교육, 1,125개(21.0%)가 의료 분야였다.
2000년 기준으로 자치단체로 통근하는 근로자는 6,137명, 출퇴근자는 1,711명이었다. 지자체는 근로자의 순수입 지자체로, 1명이 전출할 때마다 약 3.6명의 근로자가 지자체에 전입한다. 들레몽에 들어오는 노동력의 약 7.6%는 스위스 외부에서 왔으며, 현지인의 0.1%는 일을 위해 스위스에서 출퇴근한다. 근로인구의 13.7%가 출퇴근을 위해 대중교통을 이용했고, 55.3%가 자가용을 이용했다.

## 종교

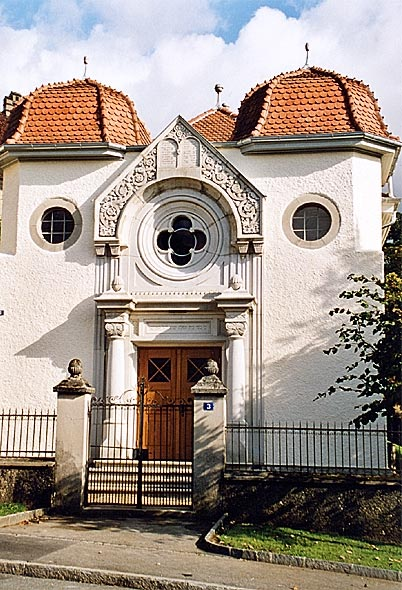
들레몽의 유대교 회당

2000년 인구 조사에서 7,826명(68.9%)이 로마 가톨릭 신자이고, 1,272명(11.2%)이 스위스 개혁 교회에 속해 있다. 나머지 인구 중 정교회 교인은 58명(인구의 약 0.51%), 크리스찬 가톨릭 교회 교인은 19명(인구의 약 0.17%)었고, 다른 기독교 교회에 속한 개인이 339명(또는 인구의 약 2.99%)이 있었다. 유대인은 9명(인구의 약 0.08% )이었고, 무슬림이 547명(인구의 약 4.82%), 불교가 13명, 힌두교가 40명과 다른 종교를 가진 7명이 있었다. 917명(인구의 약 8.08%)이 교회에 속하지 않고, 불가지론자 또는 무신론자이며, 474명(인구의 약 4.18%)이 질문에 대답하지 않았다.

## 교통

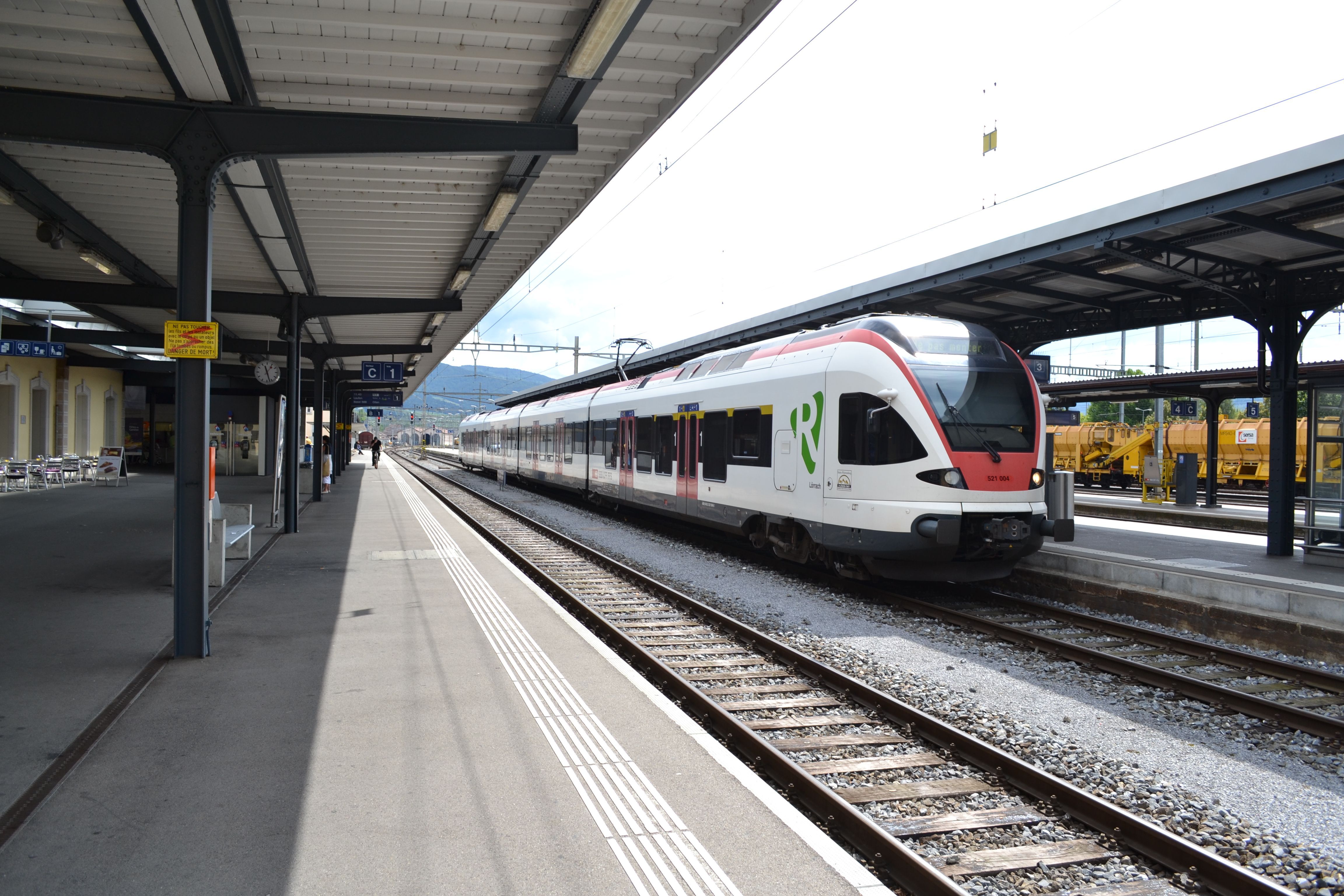
들레몽역

델(Delle)에서 출발하는 들레몽-델 철도 노선상에 있는 들레몽역에서 벨포르(Belfort)를 통해 파리에서 연결되며, 비엔에서 바젤선까지 연결된다. 벨포르와 델 사이의 노선 구간은 현재 전철화되고 있으며, 매시간 옵티모 버스 서비스가 델과 벨포르 사이의 연결을 유지한다.
들레몽는 주변 도시로의 도로 연결이 잘 되어 있다. 바젤과 비엔, 그리고 라쇼드퐁 사이의 주요 도로에 있다. 1998년에 쥐라주의 첫 번째 고속도로(A16)가 들레몽과 포랑트뤼 사이에 개통되었다.
철도의 첫 번째 구간은 1875년 바젤에서 들레몽에 도달했다. 무티까지 이어지는 노선은 1876년에 완성되었다. 바젤에서 빌/비엔까지의 모든 열차는 들레몽에서 후진해야 한다.
제2차 세계 대전 중 1944년 9월 8일에 기차역이 연합군에 의해 우발적인 폭격을 당했다. 많은 철도 직원이 부상 당했다.
잘 발달된 버스 시스템은 주변 시골 지역을 운행한다.

## 국가중요문화재
Vorbourg Chapel, Prince-Bishops' Castle, St-Marcel's Church, Museum jurassien d'art et d'histoire, 그리고 Tour Rouge, 기관차의 역사적인 턴테이블 및 철도 원형 하우스는 국가적으로 중요한 스위스 유산으로 등록되어 있다. 들레몽의 전체 구시가지는 스위스 유산 목록의 일부이다.

## 관광
중세 도심은 여전히 원래의 윤곽을 가지고 있다. 도시 성문 중 두 개는 18세기에 지어진 것이다. Porte au Loup(1775)과 Porte de Porrentruy(1756~59)이다. 원래 13세기에 지어진 투르 데 아카이브(Tour des Archives)가 있는 성벽의 일부도 여전히 남아 있다. 도시 광장은 르네상스 스타일의 16세기에 지어진 기념비적인 분수로 표시된다.
성 마르셀 가톨릭 교회는 1762년부터 1767년까지 바로크 양식에서 고전 양식에 이르는 건축 양식이 혼합되어 지어졌다. 바젤 주교 시대의 다른 중요한 건물로는 Hôtel de Ville(1742년에서 1745년 사이에 건축됨), Châtellenie (현재는 1717년에 개축된 주 의회로 사용됨), 성공회 궁전(1716-21년)이 있다. 성 마르셀의 후기 고딕 예배당은 17세기에 지어졌다.
들레몽의 회당은 도시의 서쪽 부분에 있다. 1560년에 지어진 도몽성은 현재 레스토랑이다. 비르스강의 서쪽에는 중세 초기 성 Vorbourg의 폐허도 있다. 그 옆에는 1049년에 헌납되고 반복적으로 개조된 예배당이 있다. 마돈나가 있는 주요 제단은 16세기부터 시작된다.

### 문화
들레몽은 2006년 건축 유산 보존 공로로 바커상을 수상했다.

## 교육
들레몽에서는 인구의 약 3,706명(32.6%)이 비필수 고등교육을 이수했으며 1,308명(11.5%)이 추가 고등 교육(대학 또는 응용학문대학)을 마쳤다. 고등교육을 이수한 1,308명 중 54.1%가 스위스 남성, 28.3%가 스위스 여성, 10.2%가 비스위스계 남성, 7.5%가 비스위스계 여성이었다.
쥐라주 학교 시스템은 2년의 비 의무 유치원, 6년의 초등학교를 제공한다. 이후 3년 동안의 의무적 중학교 과정을 거쳐 학생들을 능력과 적성에 따라 구분한다. 중학교 이하 학생들은 3년 또는 4년제 고등학교에 진학한 후 어떤 형태의 고등 교육을 받거나 견습과정에 들어갈 수 있다.
2009-10학년도 동안 들레몽의 78개 학급에 총 1,471명의 학생이 참석했다. 13개의 유치원 수업이 있었고 시정촌에는 총 236명의 학생이 있었다. 지자체에는 35개의 초등 학급과 690명의 학생이 있었다. 같은 해에 총 545명의 학생이 있는 30개의 중학교가 있었다.
2000년 기준으로 들레몽에는 다른 지자체에서 온 631명의 학생이 있었고 277명의 주민들은 지자체 이외의 학교에 다녔다.
들레몽은 들 레몽 도서관이 있는 곳이다. 도서관은 (2008년 현재 ) 32,698권의 책 또는 기타 매체를 보유하고 있으며 같은 해에 64,610권을 대출했다. 그해에는 주당 평균 27시간씩 총 289일을 열었다.

## 스포츠
축구 클럽 SR 들레몽는 스위스 챌린지 리그에서 뛰고 있다.